# Rhacophorus dennysi
Rhacophorus dennysi es una especie de ranas que habita en la China, Laos, Birmania y Vietnam. 
Esta especie está en peligro de extinción por la pérdida de su hábitat natural.